# غريغ موس
غريغ موس (بالإنجليزية: Greg Moss)‏ هو لاعب كرة قدم كندية أمريكي، ولد في 2 سبتمبر 1982.